# (473) Nolli
(473) Nolli es un asteroide perteneciente al cinturón de asteroides descubierto el 13 de febrero de 1901 por Maximilian Franz Wolf desde el observatorio de Heidelberg-Königstuhl, Alemania.
Está nombrado por el apelativo cariñoso de uno de los jóvenes miembros de la familia del descubridor.